# Sarah Fitz-Gerald
Sarah Elisabeth Fitz-Gerald, AM (* 1. Dezember 1968 in Melbourne) ist eine ehemalige australische Squashspielerin.

## Karriere
Sarah Fitz-Gerald gewann auf der WSA World Tour insgesamt 62 Titel und war insgesamt 40 Monate an der Spitze der Weltrangliste. Gleich sechsmal stand sie im Finale der Weltmeisterschaft: 1995 unterlag sie noch gegen Michelle Martin, ehe sie im Folgejahr gegen Cassie Jackman gewann. In den Jahren 1997 und 1998 besiegte sie im Finale Michelle Martin jeweils in fünf Sätzen. Ihren vierten Titel gewann sie drei Jahre später gegen Leilani Joyce, im Jahr darauf, 2002, errang sie gegen Natalie Pohrer Titel Nummer fünf. Mit der australischen Nationalmannschaft war sie sogar noch erfolgreicher. Insgesamt sechs Titel und einen zweiten Platz sammelte Fitz-Gerald zwischen 1994 und 2010. Sie stand damit gleichzeitig zwischen 1994 und 2004 in jedem Weltmeisterschaftsfinale. Bei Doppel-Weltmeisterschaften war ihr bestes Resultat ein zweiter Platz 2006 an der Seite von Robyn Cooper. Auch in ihrer Junioren-Karriere stand sie zweimal im Weltmeisterschaftsfinale: 1985 unterlag sie Lucy Soutter, 1987 besiegte sie Donna Vardy.
Bei den Commonwealth Games konnte Sarah Fitz-Gerald mehrere Medaillen gewinnen. 1998 errang sie Silber im Einzel sowie Bronze im Doppel mit Carol Owens. Bei den Spielen 2002 gewann sie im Einzel nach einem Finalsieg über Carol Owens die Goldmedaille. Bei den World Games 1997 gewann sie ebenfalls die Goldmedaille vor Sabine Schöne.
Zwischen 1991 und 2002 war Sarah Fitz-Gerald als Präsidentin der Women’s Squash Association tätig. Sie beendete ihre 1988 begonnene professionelle Karriere im Jahr 2003. 2004 wurde sie zum Member of the Order of Australia (AM) ernannt. Im selben Jahr wurde sie in die World Squash Hall of Fame aufgenommen. 2010 folgte die Aufnahme in die Sport Australia Hall of Fame, zudem ist sie Mitglied der Squash Australia Hall of Fame. Sie ist Vizepräsidentin bei der World Squash Federation.

## Erfolge
- Weltmeister: 5 Titel (1996, 1997, 1998, 2001, 2002)
- Weltmeister mit der Mannschaft: 6 Titel (1994, 1996, 1998, 2002, 2004, 2010)
- Vizeweltmeister im Doppel: 2006 (mit Robyn Cooper)
- Gewonnene WSA-Titel: 62
- 40 Monate Weltranglistenerste
- World Games: Gold 1997
- Commonwealth Games: 1 × Gold (Einzel 2002), 1 × Silber (Einzel 1998), 1 × Bronze (Doppel 1998)
- Australischer Meister: 2003, 2004